# Сайменская нерпа
Сайменская нерпа (лат. Pusa saimensis) — вид тюленей, обитающий в озере Сайма. Ранее считалась подвидом (Pusa hispida saimensi) кольчатой нерпы (Pusa hispida), живущий в озере . Генетически сайменская нерпа очень близка ладожской нерпе (Pusa hispida ladogensis). В связи с глобальными изменениями климата, сайменская нерпа находится под угрозой полного исчезновения.
Кольчатая нерпа заселила бассейн озера Сайма (являвшийся на тот момент заливом Иольдиевого моря) не ранее 10 750 лет назад. Развитие подвида сайменской нерпы началось после изоляции озера от Балтийского бассейна в ходе регрессии Анцилового озера около 10 тысяч лет назад.

## Распространение, численность
Этот подвид — единственный эндемик Финляндии среди млекопитающих. Наименьшая численность нерп (180 особей) была зарегистрирована в 1990 году. По оценкам специалистов, в природе сегодня обитает около 400 особей этого подвида (2019) (в 2014 году — 310, в 2016 году — 360, в 2018—380). Сегодня популяция сайменской нерпы благодаря принятым природоохранным мерам (запрет или ограничение рыболовных сетей, создание искусственных сугробов для гнездования) оценивается как стабильная, однако вымирание подвида до сих пор остаётся вероятным, так как количество способных к размножению самок не превышает 90 особей. Лесное управление Финляндии планирует в рамках программы по охране сайменской нерпы увеличить численность популяции до 400 особей к 2025 году.

## Биологические особенности

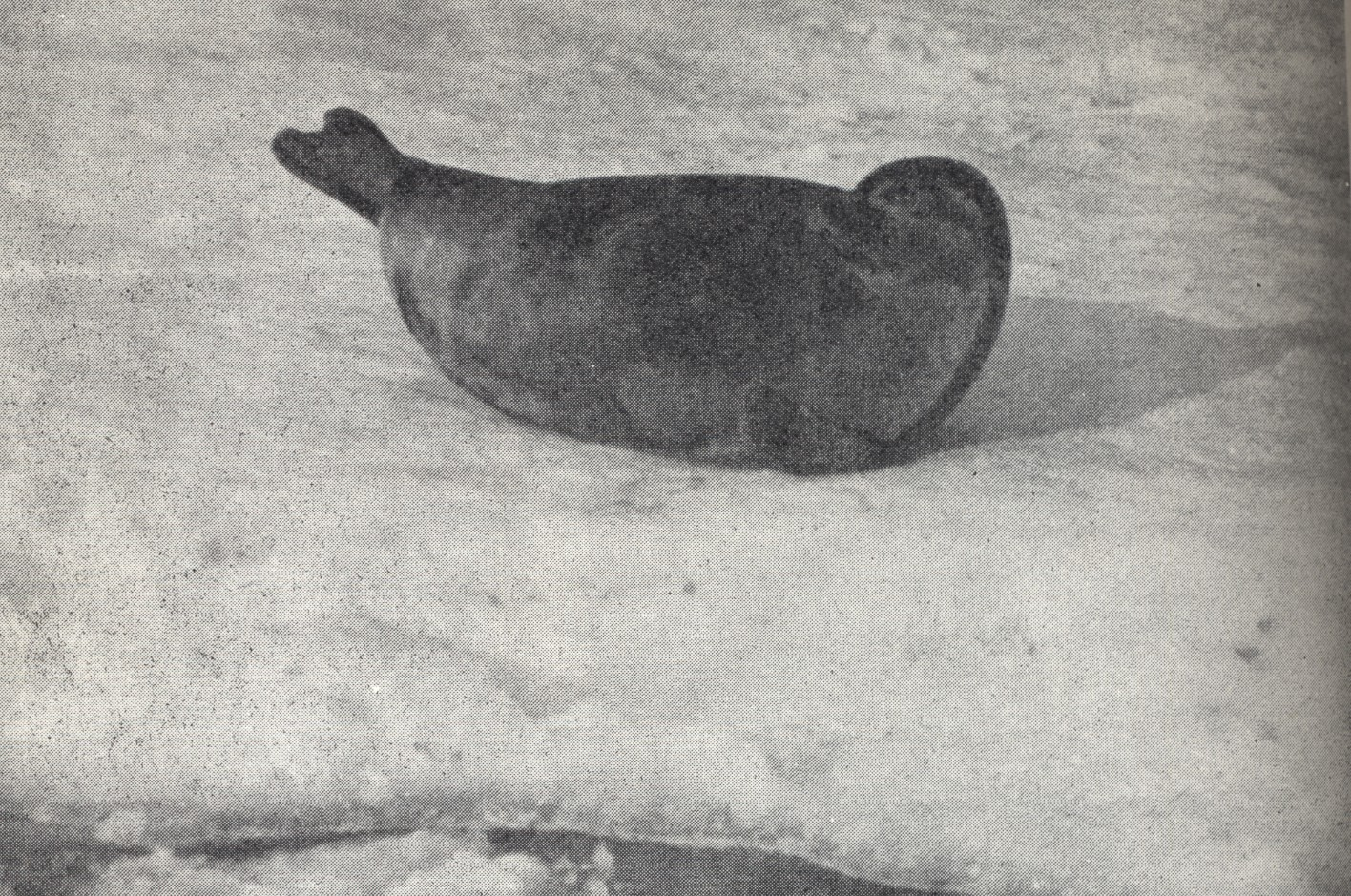
Сайменская нерпа

Длина тела нерпы — 130—145 см. Вес взрослой особи — обычно от 50 до 90 кг. Встречаются и более крупные экземпляры: в 2006 году был пойман, взвешен и отпущен обратно в озеро экземпляр длиной 154 см, весом 124 кг и объёмом талии 150 см. 
Окрас взрослой нерпы — тёмно-серый с индивидуальным рисунком в виде светлых кругов. Существуют и почти черные особи. Окрас белька (детеныша нерпы) пепельный. Пепельная окраска белька является одной из особых примет подвида. У сайменской нерпы череп шире и морда короче, чем у других подвидов кольчатых нерп. Сайменская нерпа имеет самый большой относительный объём мозга в сравнении с весом тела.

## Размножение
Сайменские нерпы достигает половой зрелости в возрасте 4—5 лет. В среднем самка рожает два раза в три года. Белёк рождается в конце февраля в снежной норе, в которой самка кормит его. В момент рождения белёк весит около пяти килограммов. Жизнеспособность потомства нерп резко снижается во время бесснежных зим, в этой связи силами энтузиастов на озёрах, где нерпа устраивает гнезда, делают искусственные сугробы. Также зима 2014/2015 года стала ещё более проблематичной для сохранения потомства нерпы. 
В 2019 году начался эксперимент по приучению нерп к искусственным гнёздам, созданным из различных материалов. 

## Образ жизни и питание
Сайменская нерпа приспособилась к пресной воде, где она проводит 65—85 % своей жизни. Она может проводить под водой 20 минут и даже погружаться в кратковременный сон. Средняя продолжительность жизни нерп — 20 лет. Некоторые экземпляры доживают до 30 лет. Сайменская нерпа питается мелкой рыбой, в связи с чем рыболовные снасти (крупноячеистые сети, катиски и мерёжи с большим входным отверстием) представляют для неё повышенную опасность, а в период с середины апреля до конца июня действует ежегодный запрет на ловлю рыбы сетями в ареале распространения нерпы. В 2019 году, в рамках общественной инициативы, собраны подписи за полный запрет на использование рыбаками сетей для ловли рыбы в местах размножения сайменской нерпы.
Ежедневный рацион состоит из нескольких килограммов рыбы (около 1000 кг в год), в основном плотвы, корюшки, окуня и ряпушки.

## Интересные факты
- Сайменская нерпа — один из природных символов Финляндии. Её образ активно используется в культуре и является одной из эмблем природоохранного движения в этой стране. Изображение нерпы было отчеканено на финляндских монетах достоинством 5 финских марок.
- Установленная в мае 2016 года по инициативе Всемирного фонда дикой природы WWF прямая интернет-трансляция с лежбища сайменской нерпы, собрала за месяц более 2 млн просмотров[22][23].

## Комментарии
1. ↑  Датировка приведена в соответствии с современными оценками[4] времени регрессии Анцилового озера, до недавнего времени для момента изоляции озера Сайма были приняты оценки от 9000[5] до 8000[6] тысяч лет назад.